# Villa Pisani, Montagnana
Vila Pisani je patricijska vila zunaj mestnega obzidja Montagnana, Benečija, severna Italija.

## Arhitektura
Zasnoval ga je italijanski renesančni arhitekt Andrea Palladio okoli leta 1552 za kardinala Francesca Pisanija. Pisani je bil tudi pokrovitelj slikarjev Paola Veroneseja in Giambattiste Maganze ter kiparja Alessandra Vittorie, ki je poskrbel za skulpture štirih letnih časov za vilo, ki je v resnici opremljena s kamini, ki preženejo zimski mraz. Za razliko od bolj tipičnih paladijevskih vil – in njihovih imitacij v Veliki Britaniji, Nemčiji in Združenih državah – Vila Pisani v Montagnani združuje urbano pročelje, obrnjeno proti trgu občine in na drugi strani podeželsko pročelje, ki se razteza v vrtove, z kmetijsko okolje zunaj.
Za razliko od mnogih Palladijevih vil v čisto podeželskih okoljih ima zgornje nadstropje, ki je ločeno od več javnih sprejemnih sob v glavnem nadstropju; dvojni apartmaji so dostopni po dvojnih ovalnih stopnicah, ki obkrožajo osrednjo nišo na vrtni strani. Na zunanjosti je razlika med nadstropji majhna: ni očitno vidnega piano nobile. Na sprednji strani vrta je dostop do parka samo z osrednjega poglobljenega portika; ograja nad globokim jarkom preprečuje neformalne potepuhe.
Gradnja vile je potekala do septembra 1553 in je bila končana leta 1555. Osrednji blok je brezkompromisen pravokotnik s štiristilnim portikom s pedimentom, jonskim nad dorskim, ki je bil potopljen v stensko ravnino, tako da so stebri vdelani polstebri. Na sprednji strani vrta podobna struktura namesto tega tvori zaslon na sprednjih straneh vdolbine, nad katero je loža, ki postane ena sama vdolbina osrednjega elementa. Dorski friz teče neprekinjeno okoli stavbe in dodatno povezuje vse elemente. Ni ohranjenih avtogramskih risb, povezanih s tem projektom. Vendar je Palladio objavil različico stavbe v svoji I quattro libri dell'architettura. Lesorez prikazuje idealizirano, razširjeno obliko vile, v kateri je osrednji blok obdan z obokanimi prehodnimi strukturami, ki se končajo z visokimi, trinadstropnimi stolpom podobnimi paviljoni.

## Ohranjanje
Leta 1996 je Unesco vilo Pisani uvrstil na seznam svetovne dediščine »Mesto Vicenza in paladijeve vile v Venetu«. Vila je še naprej v zasebni lasti.

## Vpliv na druge zgradbe
Hiša Hammond-Harwood v Annapolisu v Marylandu, dvorana Kinlet v Združenem kraljestvu in palača Wilanów v Varšavi so bile navdihnjene s Palladijevim dizajnom za vilo Pisani.